# Soldátskaya Balka
Soldátskaya Balka (del ruso: Солдатская Балка) es un jútor del raión de Otrádnaya del krai de Krasnodar, en Rusia. Está situado en un área premontañosa y boscosa de las vertientes septentrionales del Cáucaso Norte, a orillas del río Soldátskaya, afluente por la izquierda del río Urup, tributario del Kubán, 19 km al oeste de Otrádnaya y 197 km al sureste de Krasnodar, la capital del krai. Tenía 294 habitantes en 2010.
Pertenece al municipio Podgorno-Siniujinskoye.

## Historia
La localidad fue fundada en 1866.